# 余子村
余子村（あまりこそん）はかつて鳥取県に存在した村。

## 歴史
高松村、竹内村、福定村、中野村を4つの大字として発足した余子村は、町村制が施行された明治22年（1889年）10月当初は村名を下浜（しもはま）村と称した。しかし村の南隣は中浜村、北隣は上道村であり、南を上･北を下とする弓浜半島の方位名称慣行によって方位混乱と村名誤読の恐れがあるため、一ヶ月後に余子（あまりこ）村と改称した。

## 年表
- 明治22年（1889年）
10月 - 町村制施行により下浜村発足[2]
11月 - 余子村と改称[2]
- 明治23年（1890年）
4月 - 余子尋常小学校（竹内教場、中野教場）開校[2]
- 明治25年（1892年）
12月 - 竹内教場焼失[2]
- 明治26年（1893年
4月 - 中野、竹内教場を統合、校舎を大字竹内に新設[2]
- 明治28年（1895年）
11月 - 大字竹内村に役場新設[3]
- 明治39年（1906年）
10月 - 余子実業補習学校開校[3]
- 明治42年（1909年）
4月 - 余子尋常高等小学校開校[3]
- 大正4年（1915年）
1月 - 大字名称変更[3]
- 大正11年（1922年）
4月 - 余子農業補習学校開校[3]
- 大正15年（1926年）
12月 - 余子郵便局開局（大字竹内）[3]
- 昭和7年（1932年）
12月 - 余子駅設置[3]
- 昭和10年（1935年）
2月 - 90歳以上の村民へ皇太后（貞明皇后）より真綿一包下賜、授受者阿部伝四郎（95歳）､松下すて（94歳）[3]
- 昭和15年（1940年）
4月 - 余子青年学校開校[3]
- 昭和21年（1946年）
4月 - 字高松に県立余子水産高校開校[3]
12月 - 県下地震 村内被害大[3]
- 昭和22年（1947年）
4月 - 余子､中浜村組合立誠道中学校開校[3]
- 昭和23年（1948年）
- 字高松に県立境高校定時制分校開校[3]
- 昭和25年（1950年）
4月 - 余子保育所開設[3]
- 昭和29年（1954年）
8月 - 境港町発足により廃村[3]

## 政治

### 村長
- 富谷千太郎
明治22年（1889年）11月 - 明治24年（1891年）3月
- 阿部藤吉
明治24年（1891年）6月 - 明治25年（1892年）1月
- 南直一郎
明治25年（1892年）2月 - 明治26年（1893年）9月
- 池淵弥一郎
明治26年（1893年）10月 - 明治31年（1898年）11月
- 阿部藤吉
明治31年（1898年）12月 - 明治39年（1906年）12月
- 南光蔵
明治40年（1907年）4月 - 大正2年（1913年）10月
- 木嶋恒太郎
大正2年（1913年）12月 - 大正13年（1924年）2月
- 佐中廉
大正13年（1924年）3月 - 昭和5年（1930年）2月
- 足羽豊栄
昭和5年（1930年）2月 - 昭和15年（1940年）12月
- 足立実
昭和16年（1941年）2月 - 昭和21年（1946年）11月
- 富谷栄
昭和22年（1947年）4月 - 昭和29年（1954年）8月

### 助役
- 池淵弥一郎
明治22年（1889年）11月 - 明治26年（1893年）10月
- 増田増栄
明治26年（1893年）11月 - 明治32年（1899年）9月
- 木谷直一郎
明治33年（1900年）1月 - 明治33年（1900年）1月
- 伊東乙市
明治33年（1900年）9月 - 明治34年（1901年）11月
- 木谷直一郎
明治34年（1901年）11月 - 明治40年（1907年）4月
- 前仙蔵
明治40年（1907年）6月 - 大正2年（1913年）1月
- 竹下丈平
大正2年（1913年）2月 - 大正7年（1918年）4月
- 池淵亮
大正7年（1918年）4月 - 大正8年（1919年）7月
- 足羽豊栄
大正9年（1920年）9月 - 昭和5年（1930年）2月
- 南原善栄
昭和5年（1930年）4月 - 昭和6年（1931年）2月
- 阿部邦蔵
昭和9年（1934年）3月 - 昭和9年（1934年）11月
- 納原盛
昭和10年（1935年）3月 - 昭和14年（1939年）3月
- 景山正
昭和14年（1939年）4月 - 昭和21年（1946年）11月
- 木島愛吉
昭和21年（1946年）11月 - 昭和22年（1947年）7月
- 大谷哲蔵
昭和22年（1947年）9月 - 昭和29年（1954年）8月

### 収入役
- 阿部亀太郎
明治22年（1889年）12月 - 明治25年（1892年）4月
- 前豊一郎
明治25年（1892年）4月 - 明治28年（1895年）12月
- 富谷豊治郎
明治29年（1896年）1月 - 明治34年（1901年）12月
- 景枝三治郎
明治35年（1902年）5月 - 5月
- 佐々木熊十
明治35年（1902年）5月 - 明治43年（1910年）5月
- 池淵勝三郎
明治43年（1910年）5月 - 大正2年（1913年）11月
- 松下熊栄
大正2年（1913年）11月 - 大正8年（1919年）4月
- 納原盛
大正8年（1919年）4月 - 昭和2年（1927年）4月
- 足穂正義
昭和2年（1927年）4月 - 昭和14（1939年）4月
- 木島愛吉
昭和14年（1939年）4月 - 昭和21年（1946年）11月

### 村会議員
村会議員は次の通り（補=補欠､死=在任中死去､辞=辞任、召集、取消、失格等を含む）
- 明治22年（1889年）
  - 阿部藤吉、佐中友太、都田政蔵（辞）、嵯峨里栄六（死）、池淵秀五郎、阿部善五郎、前仙蔵、佐々木直三郎、木谷直一郎、寺澤竹蔵、富谷千太郎、足立八郎（辞）
- 明治25年（1892年）
  - 木谷直一郎、松岡栄一郎、佐中友太、池淵秀五郎、池淵健吉、前仙蔵
- 明治28年（1895年）
  - 寺澤竹蔵、阿部藤吉、阿部善五郎（辞）、石長忠平、今竹松（辞）、富谷千太郎、池淵秀五郎（補）（死）
- 明治31年（1898年）
  - 松岡栄一郎、景枝三次郎（辞）、池淵健吉、納原熊治郎、足立金太郎（辞）、洋谷芳太郎
- 明治34年（1901年）
  - 阿部藤吉、中井熊四郎、石長忠平、佐々木喜太郎、阿部勘次郎、寺澤竹蔵
- 明治37年（1904年）
  - 足立金太郎、南光蔵（辞）、前仙蔵、岡崎弥曽松（死）、稲岡勝太郎、浜田新太郎、湯尾芳太郎（補）、田多七蔵（補）（死）
- 明治40年（1907年）
  - 和田清九郎、納原熊治郎、阿部藤吉、佐々木喜太郎、阿部九郎八、寺澤喜一郎
- 明治43年（1910年）
  - 湯尾芳太郎、木谷直一郎、稲岡勝太郎、佐々木初太郎（死）、竹中仙蔵、浜田新太郎、寺澤喜一、山本憲、松本周吉、浜田新市、石長元慶
- 大正2年（1913年）
  - 阿部藤一、中西大吉、竹中仙蔵、田多虎市（死）、佐近良平、佐々木恭蔵、阿部藤吉、前仙蔵、湯尾芳太郎、洋谷芳太郎、寺澤喜一郎、稲岡勝太郎
- 大正6年（1917年）
  - 湯尾芳太郎、竹中仙蔵（死）、高見甚太郎、稲岡勝太郎（辞）、阿部藤一、佐近良平、中西大吉、屋敷六太郎、景山長三郎、上灘元栄、阿部藤吉、寺澤金太郎
- 大正10年（1921年）
  - 稲岡勝太郎、景山長三郎、阿部藤吉（辞）、竹中建二、寺澤金太郎、石長庄太郎、上灘元栄、田多正生、高見甚太郎、竹岡豊松、阿部藤一、竹安繁松、屋敷六太郎（補）
- 大正14年（1925年）
  - 都田多一郎、熊本敬次郎、田口千代松、前正人（死）、石長庄太郎、竹中建二、稲岡勝太郎、佐々木亀太郎、阿部泰次郎、湯尾丈太郎（死）、高見甚太郎、田多正生、池淵勝太郎
- 昭和4年（1929年）
  - 阿部丈市、納原行、都田多一郎、熊本敬次郎、湯中新市、阿部浅十、田口千代松、稲岡勝太郎、灘先信次郎、寺澤金次郎、前万太郎、富田貞治
- 昭和8年（1933年）
  - 稲岡勝太郎、都田多一郎、池淵光、寺澤喜一、前万太郎、富田貞治、阿部浅十、灘先信次郎、富谷栄、石長元慶、浜田新市、松本周吉
- 昭和12年（1937年）
  - 富谷栄、稲岡勝太郎、都田多一郎、阿部雄次、田口千代松、熊本宇八郎、阿部浅十、池淵光
- 昭和17年（1942年）
  - 山本憲、阿部健蔵、松本有三、池淵喜八郎（辞）、都田多一郎、熊本宇八郎（辞）、南孝、佐々木宮松、湯中政雄、南原権二、竹中昇（辞）、竹岡貞
- 昭和22年（1947年）
  - 竹安義孝、角重喜、佐々木益栄、佐々木民雄、足羽真、米村繁明、武良節雄、納原盛、景山庄、都田文次郎、松本正男、今乙松、前英雄（死）、阿部忠利、佐々木修、並原かめよ

## 出身人物
- 足立実（政治家）
余子村長、境港町長、境港市長等歴任[5]
- 足立作郎（医師）
足立実の実弟 医学博士 倉吉市で産婦人科を開業する 名医として名が高かった[6]
- 安倍由一郎（実業家）
（資）第弐商会､鳥取県石炭（株）､中国石炭（株）､山陰石炭（株）､各取締役､配災公団広島配炭局境支局長､山陰石炭（株）取締役社長
- 生住正信（教育者）
外江中学校長､美保中学校長､尚徳中学校長[7]
- 佐古仙太郎（医師）
佐古氏の流れを汲む佐香氏の分家で元祖平八郎から6代目に当たる 京都に出て医学を学び明治初年東伯郡橋津で漢方医を開業した 後年米子の車尾に開業し車尾診療所の基をなした[8]
- 佐近益栄（小説家）
- 佐中廉（教育者）
弓浜高等小学校､余子小学校､境小学校各校長[9]
- 佐中壮（歴史学者）
- 田口千代松（実業家、村会議員）とっとりデジタルコレクション--田口千代松
田口家の7代目当主 神奈川県で巡査となったが帰郷して境郵便局に勤務しやがて上道村内の製糸工場の協同組合で作った共同巻替工場｢伯西社｣の社長となる 明治の末年坐繰製紙をはじめた[10]
- 田口章太（記者）
佐近益栄の導きで報知新聞に入社し、編集部次長、横浜支局長等歴任
- 阿部信文（柔道家）